# Chișcăreni (okręg Jassy)
Chișcăreni – wieś w Rumunii, w okręgu Jassy, w gminie Șipote. W 2011 roku liczyła 1700 mieszkańców.